# 神話王
神話王（Fairy King；1982年－1999年）是美國的純種生產競賽馬匹，為名種馬北地舞人之子，母系成就亦非常出色，其全兄弟馬為14屆英愛冠軍種馬鞍匠井。

## 競賽成績
競賽生涯只參加一場比賽，因骨折而退役轉為配種馬。

## 配種馬成績
至今已有近73匹子嗣勝出一級賽錦標，配種成績亦不比其全兄弟馬鞍匠井遜色，配種界普遍會將全兄弟馬視作同一系。

## 外部連結
- 血統表 （页面存档备份，存于）